# Lakhegy
Lakhegy is een plaats (község) en gemeente in het Hongaarse comitaat Zala. Lakhegy telt 513 inwoners (2001).